# Морис (Алабама)
Морис (енгл. Morris) град је у америчкој савезној држави Алабама. По попису становништва из 2010. у њему је живело 1.859 становника.

## Демографија
Према попису становништва из 2010. у граду је живело 1.859 становника, што је 32 (1,8%) становника више него 2000. године.
| Група             | 2000.         | 2010.         |
| Белци             | 1.792 (98,1%) | 1.809 (97,3%) |
| Афроамериканци    | 9 (0,5%)      | 19 (1,0%)     |
| Азијати           | 5 (0,3%)      | 5 (0,3%)      |
| Хиспаноамериканци | 7 (0,4%)      | 20 (1,1%)     |
| Укупно            | 1.827         | 1.859         |